# Championnat d'Espagne de hockey sur glace 1985-1986
Saison précédente Saison suivante
La saison 1985-1986 est la 14e saison du championnat d'Espagne de Hockey sur glace. Cette saison, le championnat porte le nom de Liga de Division de Honor.
C'est l'année de la Grande Crise en Espagne. À l'essor des années 1970 succède un bilan accablant : si des patinoires se sont ouvertes un peu partout, quasiment aucune ne se révèle rentable. La fréquentation par le public est famélique et les municipalités doivent renflouer les caisses fréquemment. Par ricochet, les clubs en souffrent. Les subventions se font de plus en plus réduites et les budgets sont de plus en plus étriqués.
Le premier signe de cette crise se remarqua en fin de saison dernière par la suppression de la Segunda Division. Des équipes qui la composait, celles qui étaient assez solides furent incorporées à la Liga de Division de Honor tandis que les autres furent tout bonnement rayées de la carte. Il en sera de même pour les quelques équipes réserves des grands clubs.
À la fin de cette saison, des mesures radicales sont prises : c'est la suspension du Championnat espagnol ! Les clubs survivants auront ainsi le temps de se restructurer, de trouver d'autres sources de financement tout en continuant à développer le hockey mineur afin qu'un pool de joueurs suffisamment grand soit prêt pour reprendre la compétition, le cas échéant...

## Clubs de la Superliga 1985-1986
- CH Gel Barcelona
- Vizcaya Bilbao HC
- CH Boadilla
- CH Jaca
- CH Leganés
- CG Puigcerdà
- Txuri Urdin
- ARD Gasteiz

## Classement
| # | Club         |
| - | ------------ |
| 1 | CG Puigcerdà |
| 2 | ?            |
| 3 | CH Jaca      |

Le CG Puigcerdà est sacré Champion d'Espagne de hockey sur glace pour la saison 1985-1986.

## Devenir
Durant les deux prochaines saisons, c'est donc le Championnat Juniors qui sera la compétition de référence. Pendant les deux années d'abstinences, certains clubs vont disparaître. Ainsi, le hockey à Bilbao disparaît puisque le Vizcaya ne repartira pas, de même que la toute jeune équipe de Leganés et le second club de la ville de Barcelone, le CH Gel.